# Бауса, Франсиско
Франсиско Бауса (исп. Francisco Bauzá; 7 октября 1849, Монтевидео, Уругвай — 4 декабря 1899) — уругвайский политик, дипломат, государственный деятель, историк, профессор.

## Биография
Сын Руфино Бауса. С юности работал журналистом в нескольких столичных газетах, был редактором. Освещал социально-экономические, политические, религиозные, юридические, педагогические и литературные проблемы. Автор книг «Estudios literarios» (1885) и «Estudios constitucionales» (1887).
В 1880—1882 годах опубликовал свой главный труд «История испанского господства в Уругвае» («Historia de la dominación española en el Uruguay»), который многие историки считают одной из главных работой уругвайской историографии. В нём он исследовал колониальную историю страны, за восемьдесят лет до революции 1811 года и вклад Хосе Гервасио Артигаса.
Первый руководитель Католического рабочего кружка, основанного 21 июня 1885 года.
Славился своим красноречием. Несколько раз избирался депутатом Генеральной Ассамблеи Уругвая и сенатором.
В качестве полномочного министра представлял свою страну в Бразилии. Возглавлял дипломатические миссии в Аргентине.
Во время правления президента Хулио Эррера-и-Обеса занимал пост министром внутренних дел Уругвая.
В 1893 году был кандидатом в президенты Республики Уругвай.

## Избранные труды
- Estudios teórico-prácticos sobre la institución del Banco Nacional (1874)
- Ensayos sobre la formación de una clase media (1876)
- Historia de la dominación española en el Uruguay (1880—1882)
- Estudios literarios (1885)
- Estudios constitucionales (1887)
- Los poetas de la revolución